# Europaspiele 2023/Teilnehmer (Armenien)
| Gelbes Symbol für Goldmedaillen mit stilisierten Olympischen Ringen | Graues Symbol für Silbermedaillen mit stilisierten Olympischen Ringen | Braundes Symbol für Bronzemedaillen mit stilisierten Olympischen Ringen |
| ------------------------------------------------------------------- | --------------------------------------------------------------------- | ----------------------------------------------------------------------- |
| —                                                                   | 1                                                                     | 2                                                                       |

Armenien nahm mit 55 Athleten an den Europaspielen 2023 in Krakau teil.

## Medaillen

### Medaillenspiegel
| Rang   | Sportart  | Gold | Silber | Bronze | Gesamt |
| ------ | --------- | ---- | ------ | ------ | ------ |
| 1      | Schießen  | –    | 1      | –      | 1      |
| 2      | Karate    | –    | –      | 1      | 1      |
| 2      | Muay Thai | –    | –      | 1      | 1      |
| Gesamt | Gesamt    | 0    | 1      | 2      | 3      |

## Medaillengewinner
| Name/n                             | Sportart  | Wettkampf                        |
| ---------------------------------- | --------- | -------------------------------- |
| Silber                             |           |                                  |
| Elmira Karapetjan Benik Chlghatjan | Schießen  | 10 m Luftgewehr Mixed-Team       |
| Bronze                             |           |                                  |
| Anita Makjan                       | Karate    | Kumite, Klasse bis 68 kg Frauen  |
| Narek Chatschikjan                 | Muay Thai | Leichtgewicht (bis 60 kg) Männer |

## Teilnehmer nach Sportarten

### Boxen
| Athleten              | Wettbewerb                      | 1. Runde                 | 1. Runde | Achtelfinale        | Achtelfinale  | Viertelfinale       | Viertelfinale | Halbfinale    | Halbfinale    | Finale        | Finale        | Rang |
| Athleten              | Wettbewerb                      | Gegner                   | Ergebnis | Gegner              | Ergebnis      | Gegner              | Ergebnis      | Gegner        | Ergebnis      | Gegner        | Ergebnis      | Rang |
| --------------------- | ------------------------------- | ------------------------ | -------- | ------------------- | ------------- | ------------------- | ------------- | ------------- | ------------- | ------------- | ------------- | ---- |
| Frauen                |                                 |                          |          |                     |               |                     |               |               |               |               |               |      |
| Anusch Grigorjan      | Halbfliegengewicht (bis 50 kg)  | Freilos                  | Freilos  | Buse Naz Çakıroğlu  | 0:5           | ausgeschieden       | ausgeschieden | ausgeschieden | ausgeschieden | ausgeschieden | ausgeschieden | =9   |
| Jekaterina Sytschewa  | Bantamgewicht (bis 54 kg)       | Freilos                  | Freilos  | Sandra Drabik       | 1:4           | ausgeschieden       | ausgeschieden | ausgeschieden | ausgeschieden | ausgeschieden | ausgeschieden | =9   |
| Tatewik Chatschatrjan | Federgewicht (bis 57 kg)        | Freilos                  | Freilos  | Məhsəti Həmzəyeva   | 0:5           | ausgeschieden       | ausgeschieden | ausgeschieden | ausgeschieden | ausgeschieden | ausgeschieden | =9   |
| Elida Kotscharjan     | Leichtgewicht (bis 60 kg)       | Freilos                  | Freilos  | Kellie Harrington   | 0:5           | ausgeschieden       | ausgeschieden | ausgeschieden | ausgeschieden | ausgeschieden | ausgeschieden | =9   |
| Sona Harutjunjan      | Weltergewicht (bis 66 kg)       | Freilos                  | Freilos  | Émilie Sonvico      | RSC2          | ausgeschieden       | ausgeschieden | ausgeschieden | ausgeschieden | ausgeschieden | ausgeschieden | =9   |
| Ani Howsepjan         | Mittelgewicht (bis 75 kg)       | EOR Cindy Djankeu Ngamba | 0:5      | ausgeschieden       | ausgeschieden | ausgeschieden       | ausgeschieden | ausgeschieden | ausgeschieden | ausgeschieden | ausgeschieden | =17  |
| Männer                |                                 |                          |          |                     |               |                     |               |               |               |               |               |      |
| Rudolf Garbojan       | Fliegengewicht (bis 51 kg)      | Freilos                  | Freilos  | Federico Serra      | 0:5           | ausgeschieden       | ausgeschieden | ausgeschieden | ausgeschieden | ausgeschieden | ausgeschieden | =9   |
| Artur Basejan         | Federgewicht (bis 57 kg)        | Vladimír Trakal          | 5:0      | Matvejs Prokudins   | 4:0           | Javier Ibáñez       | 0:5           | ausgeschieden | ausgeschieden | ausgeschieden | ausgeschieden | =5   |
| Narek Howhannisjan    | Halbweltergewicht (bis 63,5 kg) | Ahmad Shtiwi             | 3:2      | Richárd Kovács      | 1:4           | ausgeschieden       | ausgeschieden | ausgeschieden | ausgeschieden | ausgeschieden | ausgeschieden | =9   |
| Gurgen Madojan        | Halbmittelgewicht (bis 71 kg)   | Stefan Savković          | 5:0      | Pavel Kamanin       | 5:0           | Vahid Abbasov       | 1:4           | ausgeschieden | ausgeschieden | ausgeschieden | ausgeschieden | =5   |
| Hambardsum Hakobjan   | Halbschwergewicht (bis 80 kg)   | Petar Marčić             | 4:1      | Vladimir Mirončikov | 3:2           | Murad Allahverdiyev | 0:5           | ausgeschieden | ausgeschieden | ausgeschieden | ausgeschieden | =5   |
| Narek Manasjan        | Schwergewicht (bis 92 kg)       | Freilos                  | Freilos  | Enmanuel Reyes      | 0:5           | ausgeschieden       | ausgeschieden | ausgeschieden | ausgeschieden | ausgeschieden | ausgeschieden | =9   |
| Dawit Tschalojan      | Superschwergewicht (ab 92 kg)   | Vladan Babić             | 5:0      | Martin Pinc         | 5:0           | Delicious Orie      | 0:5           | ausgeschieden | ausgeschieden | ausgeschieden | ausgeschieden | =5   |

### Fechten
| Athleten           | Wettbewerb | Vorrunde | Vorrunde | 1. Runde      | 1. Runde      | 2. Runde      | 2. Runde      | 3. Runde      | 3. Runde      | Achtelfinale  | Achtelfinale  | Viertelfinale | Viertelfinale | Halbfinale    | Halbfinale    | Finale        | Finale        | Rang |
| Athleten           | Wettbewerb | S:N      | Rang     | Gegner        | Erg.          | Gegner        | Erg.          | Gegner        | Erg.          | Gegner        | Erg.          | Gegner        | Erg.          | Gegner        | Erg.          | Gegner        | Erg.          | Rang |
| ------------------ | ---------- | -------- | -------- | ------------- | ------------- | ------------- | ------------- | ------------- | ------------- | ------------- | ------------- | ------------- | ------------- | ------------- | ------------- | ------------- | ------------- | ---- |
| Frauen             |            |          |          |               |               |               |               |               |               |               |               |               |               |               |               |               |               |      |
| Emma Poghossowa    | Degen      | 2:4      | 5        | —             | —             | Zens          | 5:15          | ausgeschieden | ausgeschieden | ausgeschieden | ausgeschieden | ausgeschieden | ausgeschieden | ausgeschieden | ausgeschieden | ausgeschieden | ausgeschieden | 54   |
| Männer             |            |          |          |               |               |               |               |               |               |               |               |               |               |               |               |               |               |      |
| Alik Nawassardjan  | Degen      | 0:6      | 7        | ausgeschieden | ausgeschieden | ausgeschieden | ausgeschieden | ausgeschieden | ausgeschieden | ausgeschieden | ausgeschieden | ausgeschieden | ausgeschieden | ausgeschieden | ausgeschieden | ausgeschieden | ausgeschieden | 87   |
| Grigor Mnazakanjan | Degen      | 2:4      | 6        | Rod           | 7:15          | ausgeschieden | ausgeschieden | ausgeschieden | ausgeschieden | ausgeschieden | ausgeschieden | ausgeschieden | ausgeschieden | ausgeschieden | ausgeschieden | ausgeschieden | ausgeschieden | 69   |

Ersatz: Boris Dadayan

### Karate

#### Kumite
| Athleten     | Wettbewerb       | Gruppenphase   | Gruppenphase | Halbfinale    | Halbfinale | Finale        | Finale        | Rang   |
| Athleten     | Wettbewerb       | Punkte         | Rang         | Gegner        | Ergebnis   | Gegner        | Ergebnis      | Rang   |
| ------------ | ---------------- | -------------- | ------------ | ------------- | ---------- | ------------- | ------------- | ------ |
| Frauen       |                  |                |              |               |            |               |               |        |
| Anita Makjan | Kumite bis 68 kg | María Nieto    | 4:4          | Elena Quirici | 0:4        | ausgeschieden | ausgeschieden | Bronze |
| Anita Makjan | Kumite bis 68 kg | Irina Zaretska | 0:8          | Elena Quirici | 0:4        | ausgeschieden | ausgeschieden | Bronze |
| Anita Makjan | Kumite bis 68 kg | Halyna Melnyk  | 3:0          | Elena Quirici | 0:4        | ausgeschieden | ausgeschieden | Bronze |

### Leichtathletik
| Team     | Wettbewerb  | Wettbewerb | Punkte | Punkte | Punkte | Punkte | Punkte | Punkte | Punkte     | Punkte    | Punkte    | Punkte      | Punkte           | Punkte      | Punkte    | Punkte     | Punkte     | Punkte         | Punkte     | Punkte     | Punkte     | Punkte | Rang |
| Team     | Wettbewerb  | Wettbewerb | 100 m  | 200 m  | 400 m  | 800 m  | 1500 m | 5000 m | 110 m Hü.* | 400 m Hü. | 4 × 100 m | 4 × 400 m** | 3000 m Hindernis | Kugelstoßen | Speerwurf | Hammerwurf | Diskuswurf | Stabhochsprung | Hochsprung | Dreisprung | Weitsprung | Gesamt | Rang |
| -------- | ----------- | ---------- | ------ | ------ | ------ | ------ | ------ | ------ | ---------- | --------- | --------- | ----------- | ---------------- | ----------- | --------- | ---------- | ---------- | -------------- | ---------- | ---------- | ---------- | ------ | ---- |
| Armenien | 3. Division | Männer     | 3      | 3      | 4      | 10     | 13     | 11     | 0          | 3         | 4         | 11          | 6                | 6           | 5         | 5          | 8          | —              | —          | 15         | 7          | 255    | 10   |
| Armenien | 3. Division | Frauen     | 5      | 12     | 10     | 9      | 5      | 5      | 8          | 10        | 9         | 11          | 10               | 9           | 9         | 8          | 5          | —              | —          | 14         | 13         | 255    | 10   |

* Die Frauen traten über 100 m Hürden, statt 110 m Hürden an.
** Die 4 × 400 m waren ein Mixed-Wettkampf.

#### Einzelresultate
| Wettbewerb       | Männer                                                       | Männer          | Männer      | Männer      | Männer                                                           | Frauen          | Frauen         | Frauen         |
| Wettbewerb       | Athlet                                                       | Ergebnis        | Rang        | Gesamt Rang | Athletin                                                         | Ergebnis        | Rang           | Gesamt Rang    |
| ---------------- | ------------------------------------------------------------ | --------------- | ----------- | ----------- | ---------------------------------------------------------------- | --------------- | -------------- | -------------- |
| 100 m            | Gor Harutjunjan                                              | 11,93 s SB      | 13          | 45          | Marianna Baghjan                                                 | 12,41 s =SB     | 11             | 43             |
| 200 m            | Dawit Sargsjan                                               | 23,11 s SB      | 13          | 44          | Gajane Tschilojan                                                | 24,36 s SB      | 04             | 35             |
| 400 m            | Dawit Sargsjan                                               | 50,15 s SB      | 12          | 44          | Gajane Tschilojan                                                | 57,47 s SB      | 06             | 36             |
| 800 m            | Roman Aleksanjan                                             | 1:53,92 min SB  | 06          | 37          | Ellada Alawerdjan                                                | 2:11,17 min SB  | 07             | 37             |
| 1500 m           | Jerwand Mkrttschjan                                          | 3:44,11 min     | 03          | 23          | Mari Sargsjan                                                    | 4:54,92 min SB  | 11             | 42             |
| 5000 m           | Jerwand Mkrttschjan                                          | 14:23,92 min SB | 05          | 30          | Mari Sargsjan                                                    | 19:14,22 min SB | 11             | 43             |
| 110/100 m Hürden | Aram Aramjan                                                 | DSQ             | DSQ         | DSQ         | Meline Adamjan                                                   | 15,52 s PB      | 08             | 38             |
| 400 m Hürden     | Aram Aramjan                                                 | 57,84 s PB      | 13          | 42          | Allison Halverson                                                | 1:02,38 min     | 06             | 34             |
| 3000 m Hindernis | Sos Harutjunjan                                              | 10:55,42 min SB | 10          | 41          | Ellada Alawerdjan                                                | 11:02,54 min NR | 06             | 34             |
| 4 × 100 m        | Aram Aramjan Gor Harutjunjan Roman Aleksanjan Dawit Sargsjan | 45,53 s SB      | 12          | 38          | Marianna Baghjan Inga Schekojan Meline Adamjan Gajane Tschilojan | 48,95 s SB      | 07             | 29             |
| Kugelstoßen      | Manuk Manukjan                                               | 13,77 m SB      | 10          | 42          | Allison Halverson                                                | 11,79 m SB      | 07             | 39             |
| Speerwurf        | Wanik Arakeljan                                              | 38,76 m SB      | 11          | 43          | Allison Halverson                                                | 36,27 m SB      | 07             | 38             |
| Hammerwurf       | Wanik Arakeljan                                              | 18,63 m SB      | 11          | 41          | Schanna Schahnasarjan                                            | 48,58 m SB      | 08             | 37             |
| Diskuswurf       | Manuk Manukjan                                               | 45,35 m SB      | 08          | 39          | Schanna Schahnasarjan                                            | 26,31 m SB      | 11             | 43             |
| Stabhochsprung   | Kein Athlet                                                  | Kein Athlet     | Kein Athlet | Kein Athlet | Keine Athletin                                                   | Keine Athletin  | Keine Athletin | Keine Athletin |
| Hochsprung       | Kein Athlet                                                  | Kein Athlet     | Kein Athlet | Kein Athlet | Keine Athletin                                                   | Keine Athletin  | Keine Athletin | Keine Athletin |
| Dreisprung       | Lewon Aghasjan                                               | 16,36 m SB      | 01          | 05          | Jana Sargsjan                                                    | 13,06 m SB      | 02             | 16             |
| Weitsprung       | Gor Beglarjan                                                | 6,91 m SB       | 09          | 38          | Jana Sargsjan                                                    | 5,99 m SB       | 03             | 27             |

| Wettbewerb | Mixed                                                              | Mixed          | Mixed | Mixed       |
| Wettbewerb | Athleten                                                           | Ergebnis       | Rang  | Gesamt Rang |
| ---------- | ------------------------------------------------------------------ | -------------- | ----- | ----------- |
| 4 × 400 m  | Dawit Sargsjan Gajane Tschilojan Gor Harutjunjan Allison Halverson | 3:29,99 min SB | 5     | 37          |

Ersatz: Gagik Adamjan, Wanja Sargsjan

### Muay Thai
| Athleten           | Wettbewerb                      | Viertelfinale   | Viertelfinale | Halbfinale    | Halbfinale    | Finale        | Finale        | Rang   |
| Athleten           | Wettbewerb                      | Gegner          | Ergebnis      | Gegner        | Ergebnis      | Gegner        | Ergebnis      | Rang   |
| ------------------ | ------------------------------- | --------------- | ------------- | ------------- | ------------- | ------------- | ------------- | ------ |
| Frauen             |                                 |                 |               |               |               |               |               |        |
| Lussi Ter Dawtjan  | Halbweltergewicht (bis 63,5 kg) | Tereza Štechová | CCL R2        | ausgeschieden | ausgeschieden | ausgeschieden | ausgeschieden | =5     |
| Männer             |                                 |                 |               |               |               |               |               |        |
| Narek Chatschikjan | Leichtgewicht (bis 60 kg)       | Philipp Balbach | RSC R3        | Gianny De Leu | 27:30         | ausgeschieden | ausgeschieden | Bronze |
| Gor Sargsjan       | Weltergewicht (bis 67 kg)       | Oskar Siegert   | RSC R2        | ausgeschieden | ausgeschieden | ausgeschieden | ausgeschieden | =5     |
| Armen Grigorjan    | Halbmittelgewicht (bis 71 kg)   | Messie Kubila   | 27:30         | ausgeschieden | ausgeschieden | ausgeschieden | ausgeschieden | =5     |

### Schießen
| Athleten                           | Wettbewerb                  | Qualifikation   | Qualifikation | Finale          | Finale        | Rang   |
| Athleten                           | Wettbewerb                  | Ringe/ Scheiben | Rang          | Ringe/ Scheiben | Rang          | Rang   |
| ---------------------------------- | --------------------------- | --------------- | ------------- | --------------- | ------------- | ------ |
| Frauen                             |                             |                 |               |                 |               |        |
| Elmira Karapetjan                  | 10 m Luftpistole            | 572             | 12            | ausgeschieden   | ausgeschieden | 12     |
| Jerdschanik Awetisjan              | Skeet                       | 112             | 23            | ausgeschieden   | ausgeschieden | 23     |
| Männer                             |                             |                 |               |                 |               |        |
| Benik Chlghatjan                   | 10 m Luftpistole            | 573             | 22            | ausgeschieden   | ausgeschieden | 22     |
| Mixed                              |                             |                 |               |                 |               |        |
| Elmira Karapetjan Benik Chlghatjan | 10 m Luftpistole Mixed-Team | 581             | 2             | 7               | 2             | Silber |

### Teqball
| Athleten                                | Wettbewerb | Gruppenphase                         | Gruppenphase | Viertelfinale                | Viertelfinale | Halbfinale    | Halbfinale    | Finale        | Finale        | Rang |
| Athleten                                | Wettbewerb | Gegner                               | Ergebnis     | Gegner                       | Ergebnis      | Gegner        | Ergebnis      | Gegner        | Ergebnis      | Rang |
| --------------------------------------- | ---------- | ------------------------------------ | ------------ | ---------------------------- | ------------- | ------------- | ------------- | ------------- | ------------- | ---- |
| Frauen                                  |            |                                      |              |                              |               |               |               |               |               |      |
| Kristine Mangassarjan                   | Einzel     | Darja Selenska                       | 2:0          | ausgeschieden                | ausgeschieden | ausgeschieden | ausgeschieden | ausgeschieden | ausgeschieden | =9   |
| Kristine Mangassarjan                   | Einzel     | Amélie Julian                        | 0:2          | ausgeschieden                | ausgeschieden | ausgeschieden | ausgeschieden | ausgeschieden | ausgeschieden | =9   |
| Kristine Mangassarjan                   | Einzel     | Dana Hillmann                        | 0:2          | ausgeschieden                | ausgeschieden | ausgeschieden | ausgeschieden | ausgeschieden | ausgeschieden | =9   |
| Männer                                  |            |                                      |              |                              |               |               |               |               |               |      |
| Gor Sargsjan                            | Einzel     | Benedikt Hofmann-Wellenhof           | 2:0          | ausgeschieden                | ausgeschieden | ausgeschieden | ausgeschieden | ausgeschieden | ausgeschieden | =9   |
| Gor Sargsjan                            | Einzel     | Brian Thomsen                        | 1:2          | ausgeschieden                | ausgeschieden | ausgeschieden | ausgeschieden | ausgeschieden | ausgeschieden | =9   |
| Mixed                                   |            |                                      |              |                              |               |               |               |               |               |      |
| Rafajel Wardanjan Kristine Mangassarjan | Doppel     | Maja Umićević Nikola Mitro           | 0:2          | Lukáš Flaks Gabriela Zachová | 1:2           | ausgeschieden | ausgeschieden | ausgeschieden | ausgeschieden | =5   |
| Rafajel Wardanjan Kristine Mangassarjan | Doppel     | Patricia Pejić Filipp Bungić         | 2:0          | Lukáš Flaks Gabriela Zachová | 1:2           | ausgeschieden | ausgeschieden | ausgeschieden | ausgeschieden | =5   |
| Rafajel Wardanjan Kristine Mangassarjan | Doppel     | Dmytro Schewtschuk Kateryna Fessenko | 2:1          | Lukáš Flaks Gabriela Zachová | 1:2           | ausgeschieden | ausgeschieden | ausgeschieden | ausgeschieden | =5   |

### Wasserspringen
| Athleten                             | Wettbewerb                                                          | Vorrunde | Vorrunde | Finale        | Finale        | Rang |
| Athleten                             | Wettbewerb                                                          | Punkte   | Rang     | Punkte        | Rang          | Rang |
| ------------------------------------ | ------------------------------------------------------------------- | -------- | -------- | ------------- | ------------- | ---- |
| Frauen                               |                                                                     |          |          |               |               |      |
| Alissa Sakarjan                      | 10 m                                                                | 123,75   | 18       | ausgeschieden | ausgeschieden | 18   |
| Männer                               |                                                                     |          |          |               |               |      |
| Marat Grigorjan                      | 10 m                                                                | 253,40   | 15       | ausgeschieden | ausgeschieden | 15   |
| Marat Grigorjan Wladimir Harutjunjan | 10 m Synchron                                                       | —        | —        | 306,42        | 7             | 7    |
| Mixed                                |                                                                     |          |          |               |               |      |
| Team                                 | Alissa Sakarjan Wladimir Harutjunjan Arman Jenokjan Marat Grigorjan | —        | —        | 215,85        | 8             | 8    |